# Dunc Gray
Edgar Laurence "Dunc" Gray (17 de julho de 1906 — 30 de agosto de 1996) foi um ciclista australiano que participava em competições de ciclismo de pista.
Em Amsterdã 1928 ele conquistou uma medalha de bronze na prova dos 1000 m contrarrelógio, sendo esta a primeira medalha para a Austrália no ciclismo. Quatro anos depois, em Los Angeles, voltou a competir na mesma prova, sendo também a primeira medalha de ouro da Austrália no ciclismo. Ele representou a Austrália nos Jogos do Império Britânico de 1934, em Londres, e venceu os 1000 m contrarrelógio. Nos Jogos do Império Britânico de 1938, em Sydney, ele venceu a prova dos 1000 m velocidade.
Gray foi introduzido no Sport Australia Hall of Fame em 1985.